# Giro della Provincia di Reggio Calabria 1961
Il Giro della Provincia di Reggio Calabria 1961, ventiduesima edizione della corsa, si svolse il 2 aprile 1961 su un percorso di 273 km, con partenza e arrivo a Reggio Calabria. La vittoria fu appannaggio dell'italiano Dino Bruni, che completò il percorso in 7h14'50", alla media di 37,670 km/h, precedendo i connazionali Vito Favero e Noè Conti.

## Ordine d'arrivo (Top 10)
| Pos. | Corridore           | Squadra              | Tempo    |
| ---- | ------------------- | -------------------- | -------- |
| 1    | Dino Bruni          | Ignis                | 7h14'50" |
| 2    | Vito Favero         | Atala                | s.t.     |
| 3    | Noè Conti           | Ignis                | s.t.     |
| 4    | Agostino Coletto    | Ignis                | s.t.     |
| 5    | Graziano Battistini | Legnano              | s.t.     |
| 6    | Carlo Azzini        | San Pellegrino Sport | s.t.     |
| 7    | Bruno Mealli        | Bianchi              | s.t.     |
| 8    | Idrio Bui           | Fides                | s.t.     |
| 9    | Rino Benedetti      | Ignis                | a 0'48"  |
| 10   | Pierino Baffi       | Fides                | s.t.     |